# Szentpéteri Csilla
Szentpéteri Csilla (Makó, 1965. március 9. –) magyar zongoraművész, zeneszerző

## Életútja
Szentpéteri Csilla fiatalon, hatévesen kezdett zongorázni. A makói Bartók Béla zenetagozatos Általános Iskola  után a szegedi Liszt Ferenc Konzervatóriumban folytatta a tanulást. Diplomáját a budapesti Liszt Ferenc Zeneakadémián szerezte Nádor György növendékeként. 1983-ban szépségversenyt nyert. 1990-ben finn, majd 1991-ben olasz ösztöndíjas lett, s a római Santa Cecilia Zeneakadémián mesterdiplomát szerzett. Ezután öt évig a budapesti Zeneakadémia tanára volt. Részt vett Cziffra György, Frankl Péter, Sergio Perticaroli és Ungár Tamás mesterkurzusain. 1996-ban újabb ösztöndíjjal Spanyolországban tanult. 1998-tól főleg egyedi hangszerelésű, komoly- és könnyűzenei alapokkal rendelkező zenei repertoárral lép fel és koncertezik Európában és a világ számos pontján. 2005-ben saját szerzeményeivel debütált zeneszerzőként, producerként és zenei rendezőként.
Érden él fiával és férjével, Fülöp Csabával.

## Fellépések
1995-ben egy évig koncertezett Vásáry Tamással.Fellépett továbbá New Yorkban, Washingtonban, Rómában, Barcelonában, Madridban, Bécsben, Berlinben, Münchenben, Helsinkiben, Londonban, Regensburgban.

## Ösztöndíjak
| Város     | Ország        | Év   |
| --------- | ------------- | ---- |
| Basel     | Svájc         | 1998 |
| Tampere   | Finnország    | 1990 |
| Róma      | Olaszország   | 1991 |
| Santander | Spanyolország | 1996 |
| Bécs      | Ausztria      |      |

## Diszkográfia
| Album                             | Kiadó                   | Év   |
| --------------------------------- | ----------------------- | ---- |
| Stella románcok                   | Hungaroton              | 1993 |
| Édenkert                          |                         | 1996 |
| Karácsonyi csillagok              |                         | 1998 |
| Üzenet                            | Warner Brothers Music   | 2000 |
| Vadhajtások                       | Magneoton Music         | 2002 |
| Időzónák                          | Echo Records            | 2003 |
| Láva                              | Echo Records            | 2005 |
| Piano Planet                      | Universal Music Hungary | 2006 |
| Spiritus                          | Echo Records            | 2008 |
| Best of Szentpéteri Csilla & Band | Echo Records            | 2013 |
| Sirocco                           | Echo Records            | 2017 |

## Díjak, elismerések
- Legtehetségesebb Fiatal Művész, 1997
- Csongrád Megyei Príma Primissima díj, 2017